# Cantón Ambato
El cantón Ambato es una entidad territorial subnacional ecuatoriana, de la Provincia de Tungurahua. Su cabecera cantonal es la ciudad de Ambato, lugar donde se agrupa gran parte de su población total.

## Gobierno y política
Territorialmente, la ciudad de Ambato está organizada en 9 parroquias urbanas, mientras que existen 18 parroquias rurales con las que complementa el aérea total del Cantón Ambato. El término "parroquia" es usado en el Ecuador para referirse a territorios dentro de la división administrativa municipal.
La ciudad y el cantón Ambato, al igual que las demás localidades ecuatorianas, se rige por una municipalidad según lo previsto en la Constitución de la República. El Gobierno Autónomo Descentralizado Municipal de Ambato, es una entidad de gobierno seccional que administra el cantón de forma autónoma al gobierno central. La municipalidad está organizada por la separación de poderes de carácter ejecutivo representado por el alcalde, y otro de carácter legislativo conformado por los miembros del concejo cantonal.
La ciudad de Ambato es la capital de la provincia de Tungurahua, por lo cual es sede de la Gobernación y de la Prefectura de la provincia. La Gobernación está dirigida por un ciudadano con título de Gobernador de Tungurahua y es elegido por designación del propio Presidente de la República como representante del poder ejecutivo del estado. La Prefectura, algunas veces denominada como Gobierno Provincial, está dirigida por un ciudadano con título de Prefecto Provincial de Tungurahua y es elegido por sufragio directo en fórmula única junto al candidato viceprefecto. Las funciones del Gobernador son en su mayoría de carácter representativo del Presidente de la República, mientras que las funciones del Prefecto están orientadas al mantenimiento y creación de infraestructura vial, turística, educativa, entre otras.
La Municipalidad de Ambato, se rige principalmente sobre la base de lo estipulado en los artículos 253 y 264 de la Constitución Política de la República y en el Código Orgánico de Organización Territorial, Autonomía y Descentralización en sus artículos 1 y 5, que establecen la autonomía funcional, económica y administrativa de la Entidad.

### Alcaldía
El poder ejecutivo de la ciudad es desempeñado por un ciudadano con título de Alcalde del Cantón Ambato, el cual es elegido por sufragio directo en una sola vuelta electoral sin fórmulas o binomios en las elecciones municipales. El vicealcalde no es elegido de la misma manera, ya que una vez instalado el Concejo Cantonal se elegirá entre los ediles un encargado para aquel cargo. El alcalde y el vicealcalde duran cuatro años en sus funciones, y en el caso del alcalde, tiene la opción de reelección inmediata o sucesiva. El alcalde es el máximo representante de la municipalidad y tiene voto dirimente en el concejo cantonal, mientras que el vicealcalde realiza las funciones del alcalde de modo suplente mientras no pueda ejercer sus funciones el alcalde titular.
El alcalde cuenta con su propio gabinete de administración municipal mediante múltiples direcciones de nivel de asesoría, de apoyo y operativo. Los encargados de aquellas direcciones municipales son designados por el propio alcalde. Actualmente el Alcalde de Ambato es Diana Caiza, elegida para el periodo 2023 - 2027.

### Concejo cantonal
El poder legislativo de la ciudad es ejercido por el Concejo Cantonal de Ambato el cual es un pequeño parlamento unicameral que se constituye al igual que en los demás cantones mediante la disposición del artículo 253 de la Constitución Política Nacional. De acuerdo a lo establecido en la ley, la cantidad de miembros del concejo representa proporcionalmente a la población del cantón.
Ambato posee 13 concejales, los cuales son elegidos mediante sufragio (Sistema D'Hondt) y duran en sus funciones cuatro años pudiendo ser reelegidos indefinidamente. De los trece ediles, 7 representan a la población urbana mientras que 6 representan a las 18 parroquias rurales. El alcalde y el vicealcalde presiden el concejo en sus sesiones. Al recién instalarse el concejo cantonal por primera vez los miembros eligen de entre ellos un designado para el cargo de vicealcalde de la ciudad.

### Organización territorial
El cantón se divide en 9 parroquias urbanas y 18 rurales, representadas por las Juntas Parroquiales ante el Municipio de Ambato.
Parroquias urbanas
- Atocha - Ficoa
- Celiano Monge
- Huachi Chico
- Huachi Loreto
- La Matriz
- La Merced
- La Península
- Pishilata
- San Francisco

Parroquias rurales
- Ambatillo
- Atahualpa
- Augusto Martínez
- Constantino Fernández
- Cunchibamba
- Huachi Grande
- Izamba
- Juan B. Vela
- Montalvo
- Pasa
- Picaihua
- Pilahuín
- Quisapincha
- San Bartolomé de Pinllo
- San Fernando
- Santa Rosa
- Totoras
- Unamuncho